# Lur Berri
Lur Berri — французский сельскохозяйственный кооператив. Производит семена, кукурузу и другие зерновые, фрукты и овощи, занимается разведением и переработкой домашней птицы и крупного рогатого скота. Штаб-квартира расположена в коммуне Аисиритс-Каму-Сюаст (департамент Атлантические Пиренеи, регион Новая Аквитания).

## История
Кооператив Lur Berri образовался в 1971 году в результате слияния двух кооперативов во французской Стране Басков; один из них был основан в 1936 году, а другой — в 1947 году. В переводе с баскского языка Lur Berri означает «новая земля». В 1993 году было открыто крупное предприятие по производству копчёного мяса.
В 2001 году кооператив стал эксклюзивным поставщиком уток для компании Labeyrie Fine Foods, в 2012 году приобрёл в ней контрольный пакет акций, а в 2014 году Labeyrie была преобразована в совместное предприятие Lur Berri и инвестиционной группы PAI Partners.
В 2009 году была куплена частная компания по переработке мяса Spanghero. В 2013 году она оказалась одним из главных участников скандала с кониной; конину, импортированную из Румынии, Spanghero поставляла производителям готовых блюд под видом говядины. По этой схеме прошло по крайней мере 750 т мяса в 12 стран Европы. В том же году у Spanghero была отозвана лицензия, а сама компания ликвидирована.

## Деятельность

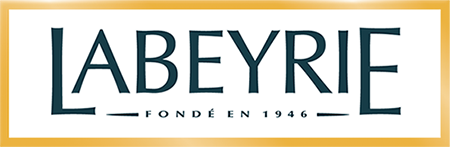
Логотип компании Labeyrie

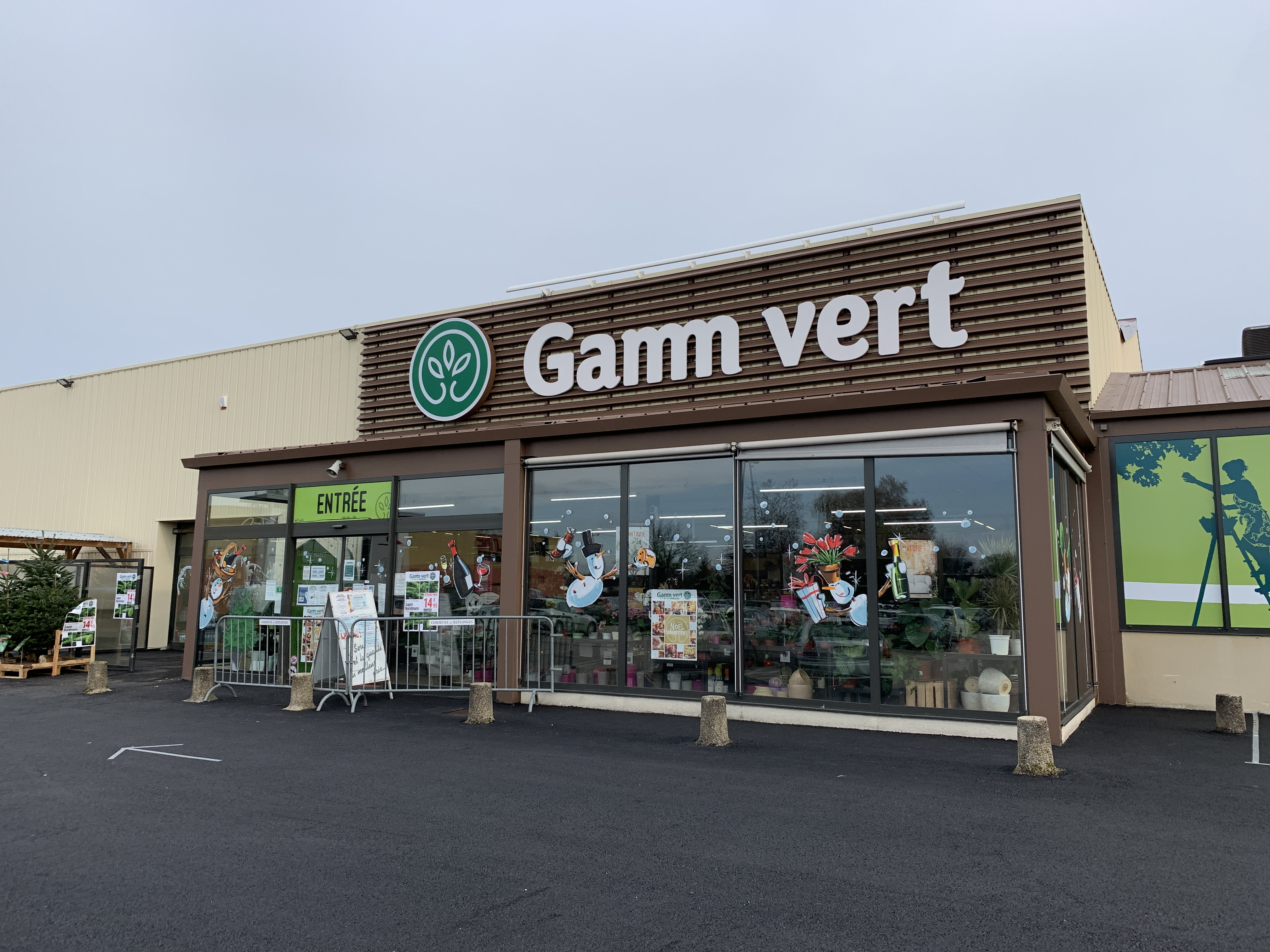
Магазин сети Gamm Vert

По состоянию на 2024 год в кооператив входило 5100 фермеров. Кооперативу принадлежит 50-процентная доля в компании Labeyrie Fine Foods, которая производит фуа-гра, копчёного лосося, креветок и другие морепродукты под брендами Labeyrie, Delpierre, Blini, l’Atelier Blini, Père Olive, Comptoir Sushi и Ovive; компании принадлежит 14 предприятий (10 во Франции, 2 в Великобритании, по одному в Бельгии и Нидерландах), оборот в 2023/24 финансовом году составил 867 млн евро.
Подразделения по состоянию на 2023/24 финансовый год:
- сельское хозяйство — производство растительной (кукуруза, рапс, подсолнечник, фасоль, горох) и животной (утки, куры, свиньи, крупный рогатый скот) продукции, а также семян под брендом LBS Seeds;
- торговля — сеть магазинов Gamm Vert по торговле товарами для фермеров, а также снабжение горючим;
- пищевая промышленность — Labeyrie Fine Foods, а также совместное предприятие Arcadie Viandes с Groupe Bigard по переработке свинины, говядины и баранины.